# 룽양구

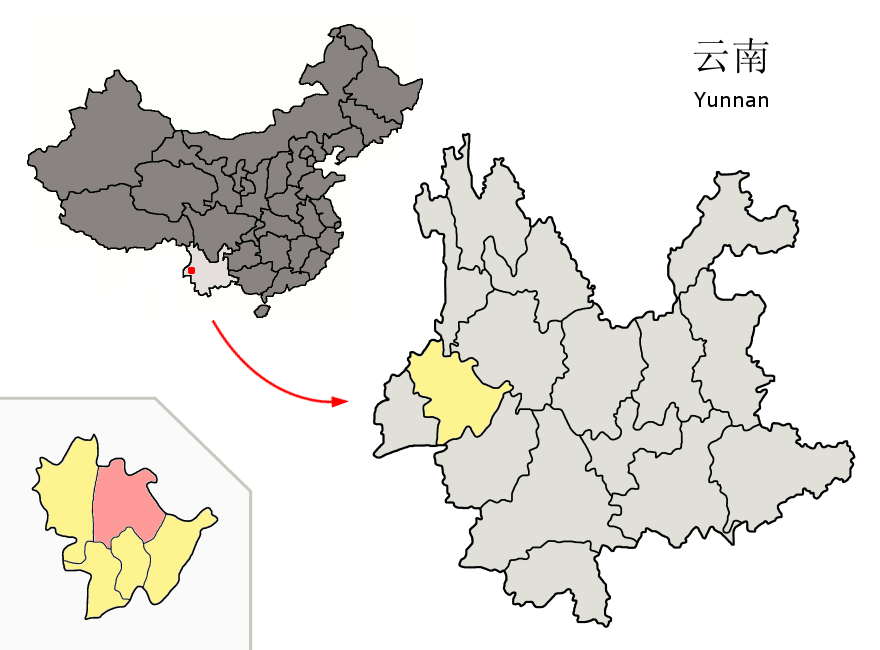
룽양 구의 위치

룽양구(한국어: 융양구, 중국어: 隆阳区, 병음: Lóngyáng Qū)는 중화인민공화국 윈난성 바오산 시의 현급 행정구역이다. 넓이는 5011km2이고, 인구는 2007년 기준으로 870,000명이다.

## 행정 구역
2개 가도, 6개 진, 6개 향, 4개 민족향을 관할한다.
- 가도: 永昌街道, 兰城街道.
- 진: 板桥镇, 河图镇, 汉庄镇, 蒲缥镇, 瓦窑镇, 潞江镇.
- 향: 金鸡乡, 辛街乡, 西邑乡, 丙麻乡, 瓦渡乡, 水寨乡.
- 민족향: 瓦马彝族白族乡, 瓦房彝族苗族乡, 杨柳白族彝族乡, 芒宽彝族傣族乡.